# Protestes contra el Banc Mundial a Barcelona el 2001
Les protestes contra el Banc Mundial a Barcelona el 2001 van tenir lloc entre els dies 22 i 27 de juny de 2001 a Barcelona. El Banc Mundial tenia previst celebrar-hi l'Annual World Bank Conference on Development Economics durant els dies 25, 26 i 27 de juny. No obstant això, davant les mobilitzacions del moviment antiglobalització que es preveien, la trobada es va cancel·lar i es va realitzar mitjançant videoconferència mentre que les mobilitzacions van seguir endavant.

## Organització
Des de principis de 2001 es van començar a organitzar mobilitzacions a Barcelona i a altres ciutats catalanes. En aquesta organització va ser clau la plataforma «Campanya contra el Banc Mundial - Barcelona 2001» integrada per una gran diversitat de moviments socials, organitzacions i persones a títol individual, entre les quals figuraven Acsur-Las Segovias, Attac, Esquerra Unida i Alternativa, Espai Alternatiu, Ecologistes en Acció, Iniciativa per Catalunya Verds, Medicus Mundi, Partit Obrer Revolucionari, Partit Revolucionari dels Treballadors, Unió de Joventuts Comunistes, Zutik, algunes seccions de CCOO, CGT i altres sindicats. El manifest de la campanya acabava amb una invitació a participar en la Contracimera de Gènova.

## Mobilitzacions
El 25 de juny va tenir lloc la principal manifestació que va congregar més de 30.000 persones que van marxar des dels Jardinets de Gràcia baixant per Passeig de Gràcia fins a la Plaça de Catalunya. A la fi del recorregut la Policia espanyola va carregar contra els manifestants, va detenir 22 persones i va haver-hi uns 50 ferits. Segons els manifestants, la policia va utilitzar agents provocadors infiltrats en la manifestació.

## Judicis posteriors

### Contra la policia
72 organitzacions es van querellar contra la delegada de Govern a Catalunya, Julia Carcía-Valdecasas, i la Policia per l'actuació repressiva, acusant-los d'utilitzar agents infiltrats per a provocar danys i d'exercir una intervenció desproporcionada. La querella va ser arxivada el gener de 2002.

### Contra manifestants
La policia va presentar càrrecs contra 22 persones. El juliol de 2002 es va celebrar el primer judici, en el qual l'acusat va ser absolt.